# Hypoxis tetramera
Hypoxis tetramera är en enhjärtbladig växtart som beskrevs av Olive Mary Hilliard och Brian Laurence Burtt. Hypoxis tetramera ingår i släktet Hypoxis och familjen Hypoxidaceae. Inga underarter finns listade i Catalogue of Life.